# Millet (Osmanská říše)

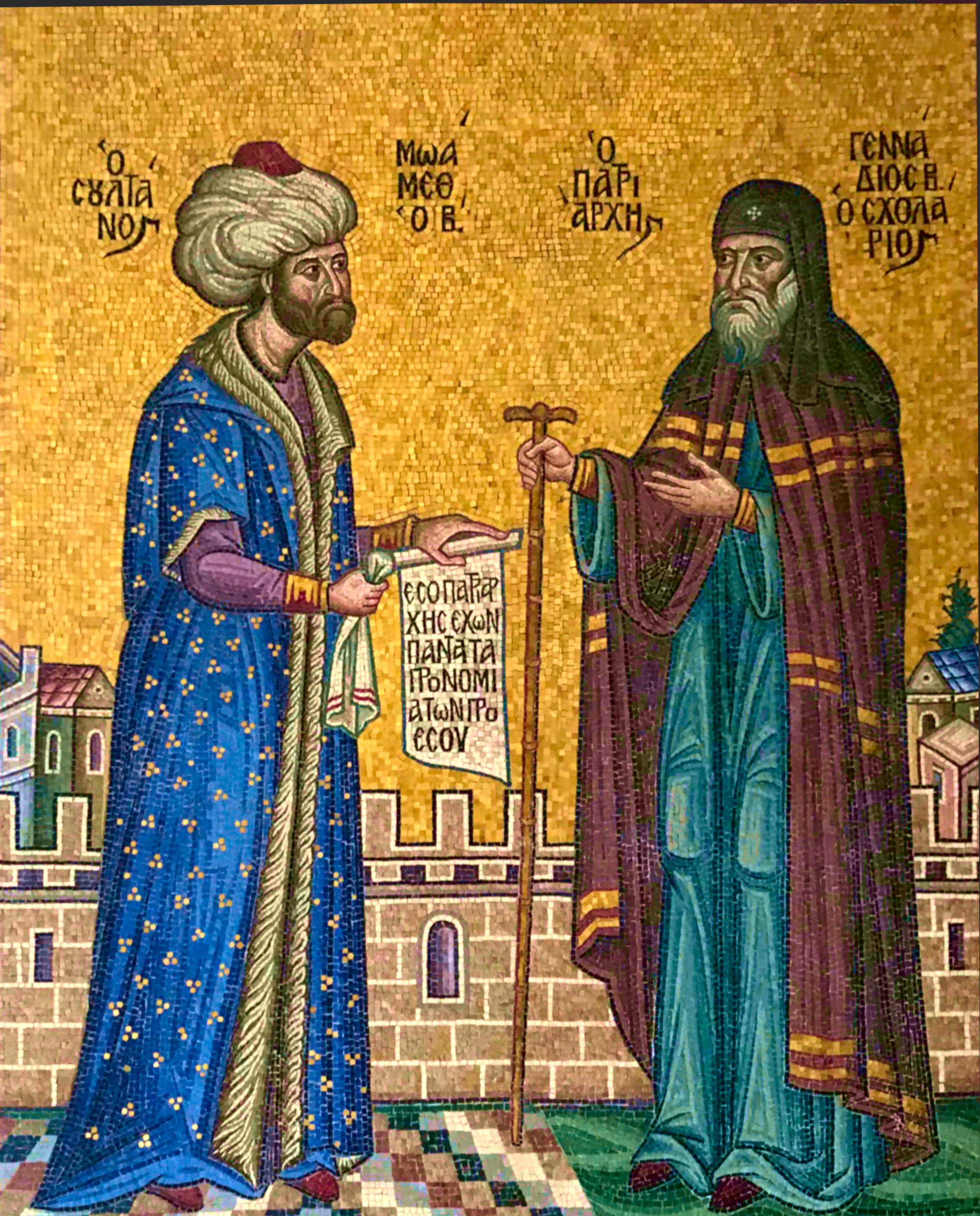
Mehmed II. a Gennadios II. – mozaika, na níž Mehmed II., osmanský sultán, který dobyl Istanbul, uděluje autoritu Gennadiovi II., prvnímu řeckému konstantinopolskému patriarchovi pod osmanskou nadvládou.

Millet byl právní systém v Osmanské říši, který se vztahoval na náboženské menšiny v říši, tedy na nemuslimská náboženství, především na křesťany a židy, a také pojem, který tyto menšiny označoval. Pojem má však starší historii, více významů, byl mnohdy užíván poněkud nejasně a existují dokonce spory o tom, nakolik lze skutečně hovořit o právním systému - v určitých fázích vývoje Osmanské říše šlo zřejmě spíše o spontánně vzniklý systém místní správy fungující podle specifických místních podmínek spíše než podle univerzálního principu přicházejícího z centra.
V zásadě millet znamenal to, že každá náboženská komunita fungovala samosprávně, byla organizovaná podle svých vlastních zákonů a na čele měla náboženského vůdce, který byl odpovědný ústřední vládě za plnění povinností, zejména placení daní a udržování klidu a bezpečnosti. Při splnění této podmínky měly náboženské menšiny zaručeno, že nebudou nuceny ke konverzi na islám. Místní náboženští vůdci plnili i některé funkce lokální veřejné správy, jiné si ponechal pod kontrolou stát.
Systém millet zanikl zejména se správními osmanskými reformami v období tanzimat (1839-1876), zejména po roce 1856. Podle některých badatelů však nelze o systému mluvit před 18. stoletím a jeho principy byly až dodatečně připsány Mehmedu Dobyvateli, sultánovi z 15. století. V 19. století pojem měnil postupně význam a označoval skupinu spíše etno-lingvistickou než náboženskou.
Optimistický výklad vnímá systém millet jako příklad předmoderního náboženského pluralismu. Skeptičtější pohled ho vnímá jen jako snahu nalézt efektivní správu na ovládaných, kulturně cizorodých územích, přičemž tato správa byla jinak doprovázena velkou diskriminací a násilím (viz například devširme). Skutečností nicméně je, že tím, že osmanský systém umožnil zachování lokální náboženské identity - v praxi šlo zejména o pravoslaví na Balkáně - zachoval navzdory dlouhé nadvládě začasto i místní jazyk, kulturu a neříšskou identitu, která pak na počátku 19. století umožnila vzejít moderním národním identitám (zejm. Řeků, Srbů a Bulharů).
Sám pojem millet v turečtině znamená buď náboženskou skupinu, anebo také národ či lid. Pochází z arabského millah. V Koránu se tím pojem označovali vyznavači Abrahámova náboženství, současný význam v arabštině je také spíše národ nebo lid.